# 草薙真一
草薙 真一（くさなぎ しんいち、1966年2月17日 - ）は、日本の公益事業法学者。兵庫県立大学教授。博士（法学）（慶應義塾大学）。

## 来歴
愛媛県松山市に生まれる。愛媛県立松山東高等学校普通科を経て、1990年に慶應義塾大学法学部法律学科を卒業する。
1995年米国インディアナ大学ブルーミントン校ロー・スクールでLL.M.を取得する。1996年に慶應義塾大学大学院法学研究科公法学専攻にて後期博士課程を修了。同年、兵庫県立神戸商科大学商経学部経営学科助手となる。以後、講師（1997年）、助教授（2000年）と昇進する。
2004年神戸商科大学が、同じく兵庫県立の姫路工業大学や兵庫県立看護大学と統合して、兵庫県立大学となったため、同大学経済学部応用経済学科助教授となる。准教授（2007年）を経て、2009年に兵庫県立大学経済学部応用経済学科教授に就任した。
2015年度から2018年度まで兵庫県立大学経済学部長兼経済学研究科長を務める。2019年からは国際商経学部国際商経学科教授に転じた。2022年度の兵庫県立大学政策科学研究所長、2023年度及び2024年度の兵庫県立大学副学長を務めた。
著書に、『米国エネルギー法の研究: 経済規制と環境規制の法と政策』（2017年、白桃書房）があり、この業績で2018年、公益事業学会賞を受賞した 。